# 李树起
李树起（1962年8月—），天津人，中華人民共和國政治人物。1980年11月参加工作，1983年1月加入中国共产党。中央党校在职研究生班经济学专业毕业，中央党校研究生学历。

## 简历
1980年11月至1984年12月，任解放军战士、班长、代理排长。
1984年12月至1987年10月，任天津市津南区葛沽镇团委书记。1987年10月至1988年9月，任天津市津南区葛沽镇武装部副部长。1988年9月至1994年12月，任中共天津市津南区葛沽镇党委委员、武装部部长（其间于1991年6月至1992年10月，在天津市政法管理干部学院法律专业学习）。1994年12月至1995年11月，任中共天津市津南区葛沽镇党委委员、副镇长。1995年11月至1996年6月，任中共天津市津南区葛沽镇党委委员、经委主任。1996年6月至1996年10月，任中共天津市葛沽镇党委副书记、纪委书记。1996年10月至1998年1月，任中共天津市葛沽镇党委副书记、镇长。1998年1月至2002年11月，任天津市津南区副区长（其间于1997年9月至2000年7月，在中央党校在职研究生班经济学专业学习）。2002年11月至2006年11月，任中共天津市津南区区委常委、副区长。2006年11月至2008年3月，任天津市农村工作委员会副主任。
2008年3月至2008年4月，任中共天津市宁河县委副书记。2008年4月至2011年10月，任中共天津市宁河县委副书记、县长（正局级）。2011年10月至2011年11月，任中共天津市宁河县委书记、县长（正局级）。2011年10月至2015年12月，任中共天津市宁河县委书记（正局级）（2015年7月，宁河撤县设区，李树起出任首任宁河区委书记）。
2015年12月，任天津市人民政府副市长，中共宁河区委书记。2023年1月，卸任天津市人民政府副市长。仍然担任天津市人民政府党组成员。
2013年，被选为第十二届全国人民代表大会天津地区代表。

## 奖项
2015年6月30日，经中共中央同意，中组部决定表彰全國102名表現良好的县（市、区、旗）委书记，並授予“全国优秀县委书记”称号，天津市的李树起與冀国强名列其中。